# Eosentomon shanum
Eosentomon shanum är en urinsektsart som beskrevs av Yin 1992. Eosentomon shanum ingår i släktet Eosentomon och familjen trakétrevfotingar. Inga underarter finns listade i Catalogue of Life.